# Christiaan Maria Dewald
Christiaan Maria Dewald (Scheveningen, 15. června 1868 – Haag, 22. února 1923) byl nizozemský fotograf.

## Životopis
Dewald byl synem učitele Petruse Hendrika Dewalda a Christiny van Buerenové. Od roku 1890 pracoval společně s Willemem Frederikem Vinkenbosem pod firemní značkou „Vinkenbos & Dewald“, později pracoval samostatně pod jménem „Atelier C. M. Dewald“. Stejně jako Sigmund Löw patřil mimo jiné ke generaci fotografů, kteří opustili tradiční studiový portrét. Navštěvoval lidi v jejich vlastním životním nebo pracovním prostředí. V jejich ateliéru vytvářel portréty umělců.
Adolphe Zimmermans spolu s Hermanem Deutmannem a Christiaanem Maria Dewaldem byl jedním ze zakladatelů společnosti Nederlandse Fotografen Kunstkring (1902).
Dewald také publikoval teoretické knížky o fotografii.

## Publikace
- „Eerste lustrum van den Nederlandschen Fotografen Kunstkring“, in Fotografisch Maandschrift 2 (1906–1907), s. 158–167.
- De Auteurswet voor den fotograaf, Nijmegen [etc.] z.j. [1913].
- „Het nut van vereenigingen en de resultaten daarvan voor den “N.F.K.“, in Lux. Foto-Tijdschrift 27 (1916), s. 360–362, 381–385.
- „1902–1922. Het twintigjarig bestaan van den “Nederlandsche Fotografen-Kunstkring“, in Lux. Foto-Tijdschrift 33 (1922), s. 285–292, 309–316.

## Fotografie

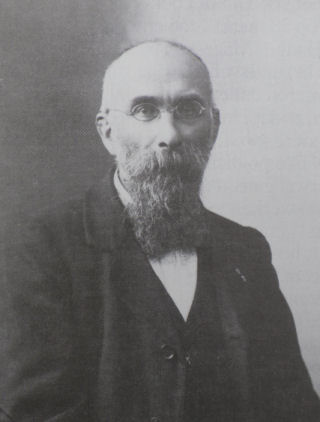
A. J. Servaas van Rooijen (1902)
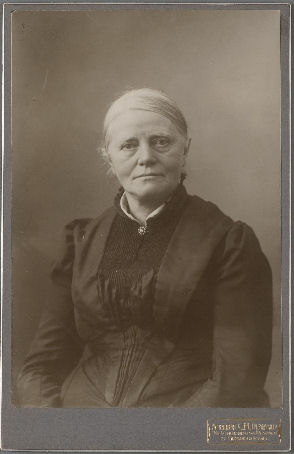
Sientje Mesdag-van Houten
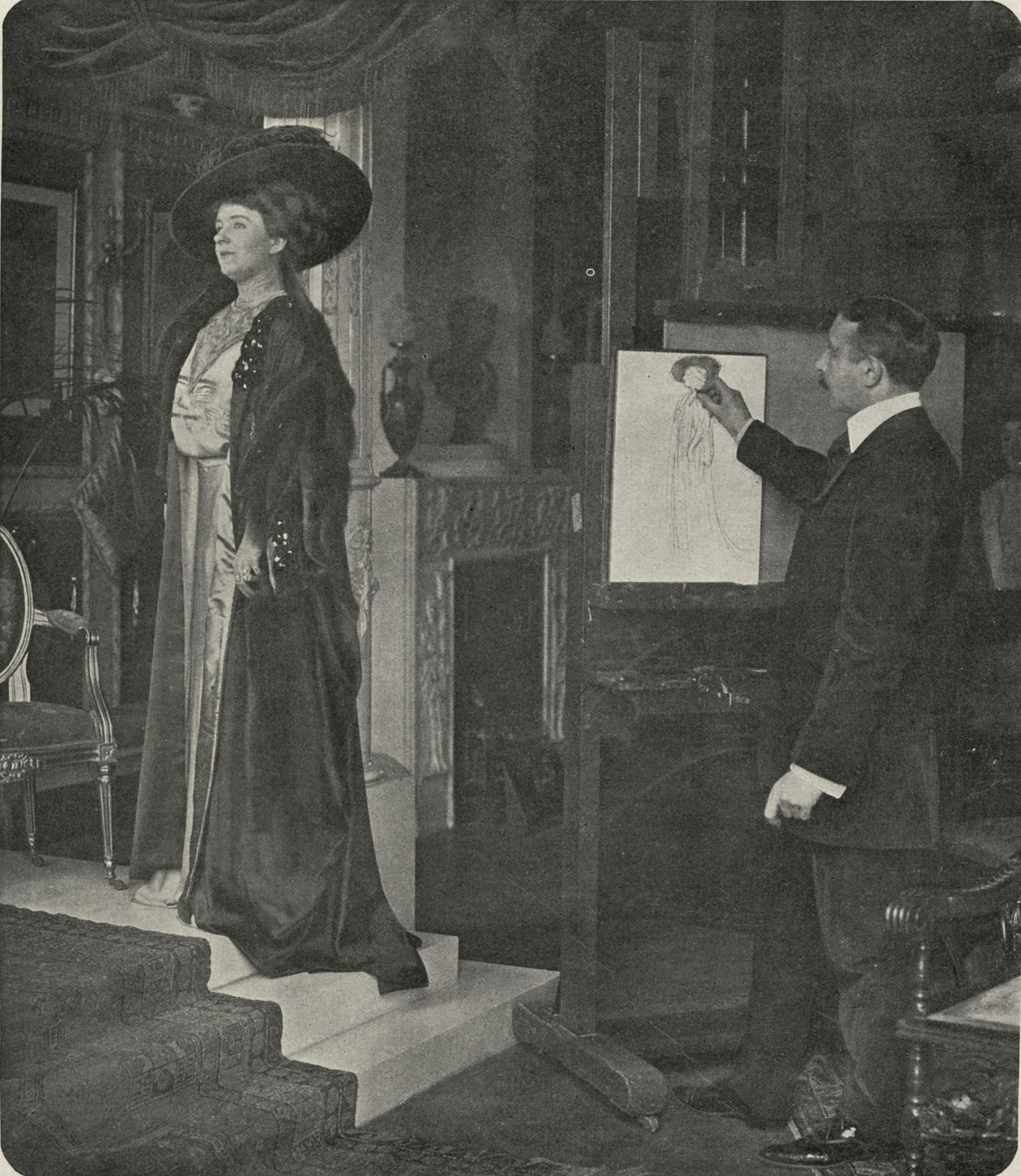
Malíř Antoon van Welie maluje zpěvačku Alys Lorraine (1909)
Marie Jungius a klub Nederlandschen Kinderbond
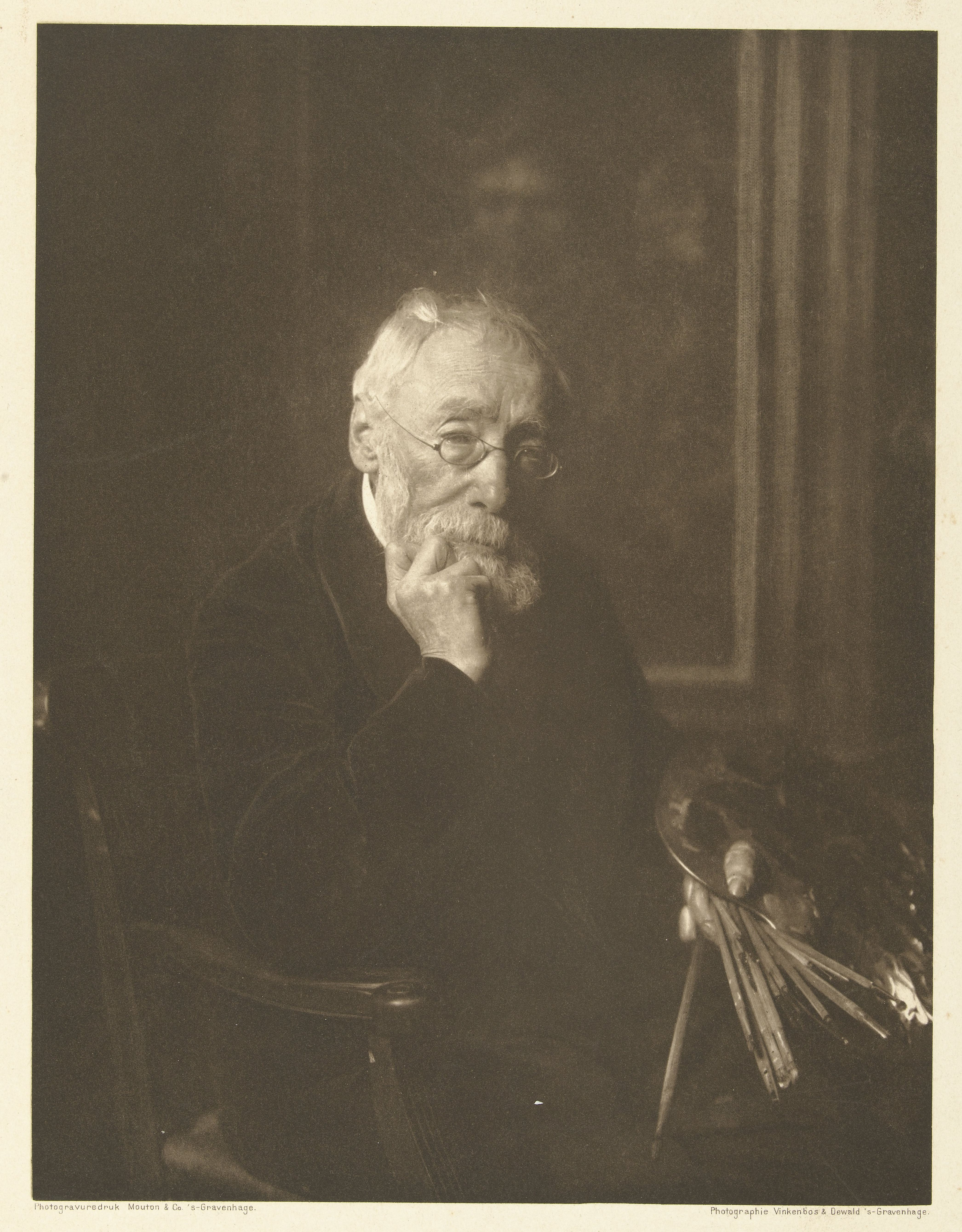
Jozef Israëls in zijn atelier Jozef Israëls